# LG 스마트 폴더
LG 스마트 폴더는 LG전자가 2017년 10월 17일에 출시한 폴더형 스마트폰이다. 또한 LGM-X100S 모델이 먼저 출시되었고, 몇 달 후 LGM-X100L 모델이 출시되었다. 그리고 LG 젠틀과 LG 와인 스마트 재즈 이후로 2년만에 내놓은 폴더형 스마트폰으로 디자인은 전작들과 비슷하지만 성능이 조금 향상되었다. 전작들과 달리 키보드 자판이 천지인 자판으로 출시되었다. 또한 엠보싱 키보드가 적용되어 조작감이 향상되었다.

## 운영 체제 / 소프트웨어

### 안드로이드 7.1 누가
LG 스마트 폴더는 안드로이드 7.1 누가를 탑재하여 출시되었다.

## 특수 기능

### Q 버튼
LG 와인스마트부터 적용되었던 기능으로 길게 눌러 애플리케이션을 설정하면 자주 사용하는 애플리케이션을 바로 사용할 수 있다.

### 화면 터치 잠금
화면 터치를 사용하지 않고 키패드만 사용할 수 있도록 설정하는 기능이다.

## 색상
- 블루
- 화이트

## 경쟁 기종
- 삼성 갤럭시 폴더 2